# Isaac Newton Lewis
Isaac Newton Lewis (New Salem, Pensilvânia, 12 de outubro de 1858 — Hoboken, Nova Jérsei, 9 de novembro de 1931) foi um soldado e inventor estadunidense.
Desenvolveu a metralhadora Lewis, que foi usada a partir da Primeira Guerra Mundial.